# Karls- und Bärenhöhle
Die Karls- und Bärenhöhle, auch Erpfinger Höhle, liegt rund zwei Kilometer nordöstlich des Sonnenbühler Ortsteils Erpfingen im Gestein des weißen Jurakalks. Umgangssprachlich wird der Begriff Bärenhöhle aber für die gesamte Höhle verwendet. Mit jährlich etwa 80.000 Besuchern ist sie die meistbesuchte Schauhöhle der Schwäbischen Alb und eine der meistbesuchten Höhlen in Deutschland.
Die Karls- und Bärenhöhle ist eine Tropfsteinhöhle. Sie setzt sich aus der 1834 entdeckten Karlshöhle und ihrer 1949 entdeckten Fortsetzung, der Bärenhöhle, zusammen. Ihren Namen verdankt sie den zahlreichen Skeletten von Höhlenbären, die in ihr gefunden wurden. Etliche Schädel und Knochen sowie ein restauriertes Bärenskelett können in der Höhle besichtigt werden.
Die Karls- und Bärenhöhle ist auf über 250 m begehbar und besticht sowohl durch ihre schönen Tropfstein- und Deckenbildungen als auch durch den breiten Fundhorizont, der vom Pleistozän vor über 1,5 Mio. Jahren bis in die Frühe Neuzeit im 17. Jahrhundert reicht.
Die Temperatur beträgt ganzjährig 8–10 °C.
Seit 1974 befindet sich oberhalb der Bärenhöhle der Freizeitpark Traumland auf der Bärenhöhle.

## Geschichte
Das Höhlensystem der Karls- und Bärenhöhle entstand über einen Zeitraum von etwa fünf Millionen Jahren. Bereits vor rund 20.000 Jahren wurde sie von Höhlenbären, aber auch von Höhlenlöwen und Nashörnern frequentiert. Die Knochen der Bären sind teilweise noch heute zu besichtigen, ein vollständig rekonstruiertes Skelett eines Höhlenbären ist innerhalb der Bärenhöhle ausgestellt.
Karls- und Bärenhöhle sind inzwischen auch unter dem Namen Karls- und Bärenhöhle am Südwesthang des Höllbergs ca. 2800 m NNO von Erpfingen als Bodendenkmal bzw. als Geotop mit überregionaler Bedeutung geschützt. Seit April 2013 ist die Bärenhöhle außerdem eine von 26 Infostellen des UNESCO Geoparks Schwäbische Alb.

### Entdeckung der Karlshöhle

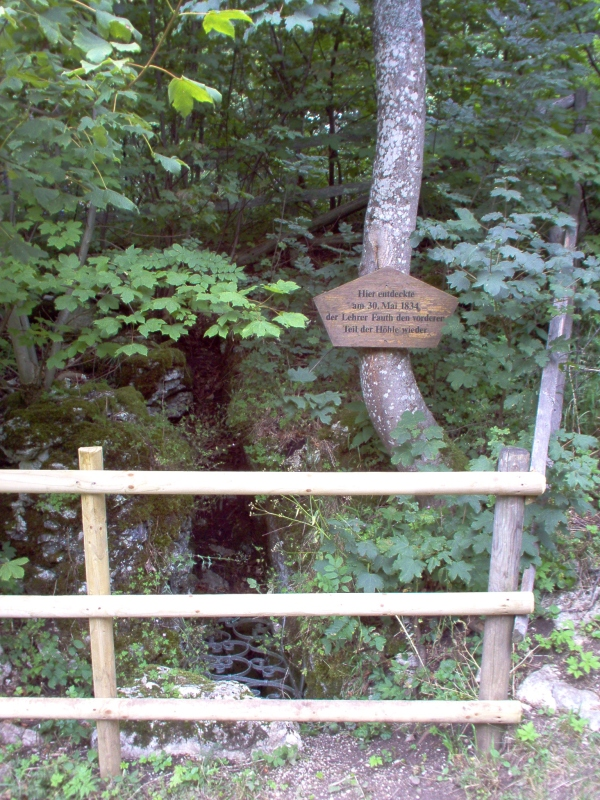
Fauthsloch vor der Neugestaltung

Die Karlshöhle wurde am 30. Mai 1834 vom Erpfinger Lehrer Fauth bei der Suche nach Heilkräutern entdeckt. Seine Schnupftabakdose war in einen Felsspalt gefallen und beim Versuch sie herauszuangeln, entdeckte Fauth, dass sich unter dem Spalt ein großer Hohlraum befand. In Erinnerung an die Entdeckungsgeschichte wird die Öffnung in der Höhlendecke der ersten Halle Fauthsloch genannt. Offensichtlich war der Spalt bereits im Dreißigjährigen Krieg verwendet worden, um Pestopfer hineinzuwerfen, deren Skelette bei der Erforschung unterhalb der Spalte gefunden wurden. Aus diesem Grund spricht man bei der Entdeckung durch Fauth auch von der Wiederentdeckung der Höhle. Noch im Entdeckungsjahr kam der Kronprinz Karl von Württemberg zu Besuch. Zu seinen Ehren erhielt die bis dahin noch unbenannte Höhle den Namen Karlshöhle.

### Entdeckung der Bärenhöhle
Im Laufe des Zweiten Weltkrieges wurde der Höhlenbetrieb eingestellt und erst 1948 auf Bestreben des Erpfinger Gemeinderats Karl August Bez wieder aufgenommen. Die Höhle war zu dieser Zeit lediglich sonntags geöffnet und die Führungen wurden abwechselnd von den Gemeinderäten durchgeführt. Im Sommer 1949 bemerkte Bez, dass in der letzten Halle der Karlshöhle immer wieder Fledermäuse in einen Felsspalt flogen und schloss daraus, dass es hier einen weiterführenden Gang geben könnte. Um dies nachzuprüfen, traf sich am Nachmittag des 27. Dezember 1949 der Erpfinger Gemeinderat in jener Halle. Mithilfe von zwei zusammengebundenen Leitern konnte die fünf Meter über dem Boden gelegene Stelle erreicht werden und schnell stellte sich Bez' Vermutung als wahr heraus: Der Spalt war der Eingang zu einem etwa 80 Zentimeter hohen Gang, der direkt in die damals noch unbekannte Große Halle der Bärenhöhle führte. Begeistert von den vielen Bärenknochen, die sie dort vorfanden, beschlossen die Männer des Gemeinderats, dass der neu entdeckte Höhlenteil den Namen Bärenhöhle tragen sollte.

## Tourismus

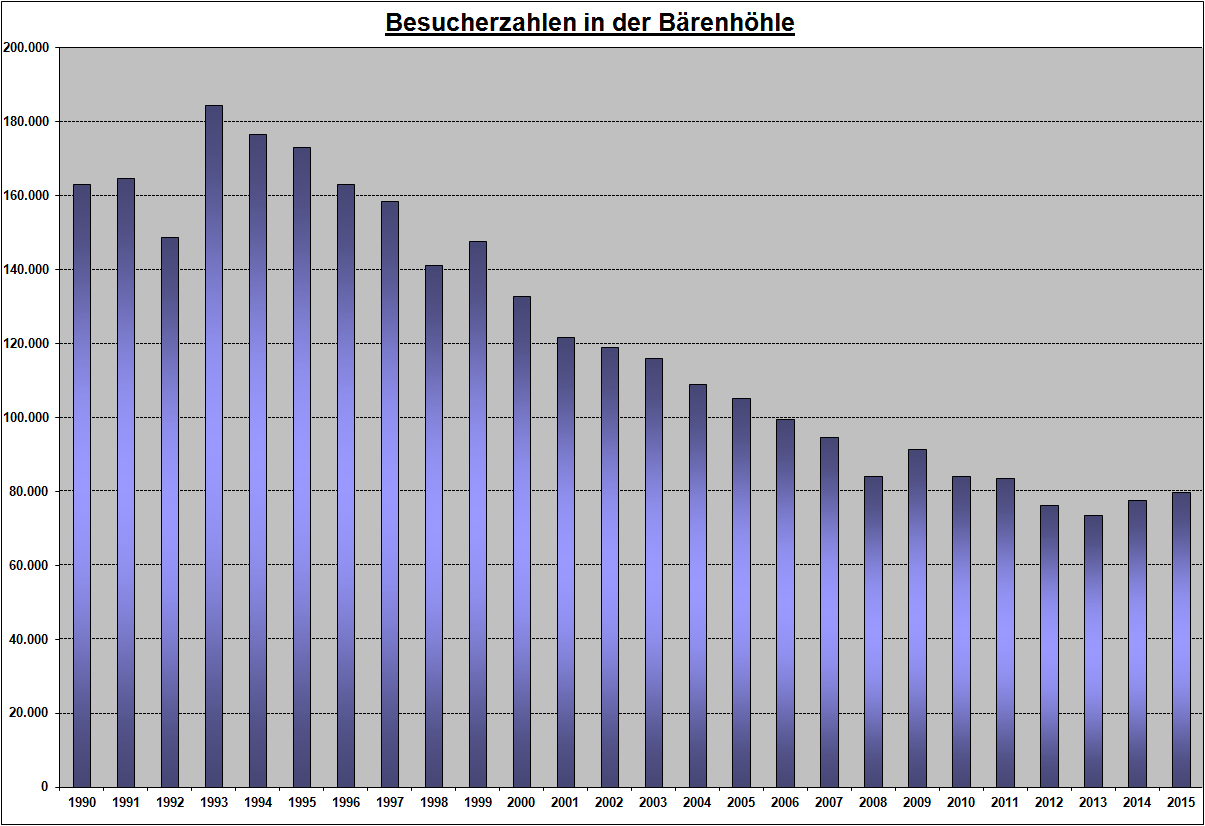
Besucherzahlen 1990 bis 2009

### Erschließung
Bereits im Jahr 1834 wurde der natürliche Höhleneingang freigelegt, durch welchen man die Höhle noch heute betritt. Anlässlich des hundertjährigen Jubiläums der Höhlenentdeckung wurde die Karlshöhle 1934 mit elektrischem Licht versehen. Direkt nach Entdeckung der Bärenhöhle wurde das gesamte Höhlensystem mit einem begehbaren Weg ausgestattet und ein Verlassen der Bärenhöhle durch einen künstlichen Stollen ermöglicht. In den 1970er Jahren wurde der Besucherweg betoniert. Im Jahr 2015 wurden in der Karls- und Bärenhöhle die alten Leuchten durch eine energiesparende LED-Beleuchtung ersetzt. Je eine Halle der Karlshöhle und der Bärenhöhle werden farbig ausgeleuchtet.

### Führungen
Die Karls- und Bärenhöhle kann von April bis Oktober ganzwöchig sowie im März und November am Wochenende besichtigt werden. Von Dezember bis Februar ist die Höhle für den Publikumsverkehr geschlossen. Es werden tagsüber Führungen ohne Aufpreis zum Eintritt angeboten, wobei vorangemeldete Gruppen jedoch eine Gebühr entrichten müssen. Die Führungsstrecke von 271 Metern wird in etwa 30 Minuten zurückgelegt. Dabei wird die Karls- und Bärenhöhle komplett durchquert und die Besuchergruppe verlässt die Höhle auf der anderen Seite des Berges, wo sie an der Oberfläche zum Eingang zurückkehrt. Bis zur Mitte kann die Höhle auch barrierefrei besichtigt werden.

### Illumination
In der Zeit vom 22. Mai bis zum 7. Juni 2015 wurde in Zusammenarbeit mit der Firma World of Lights erstmals eine sogenannte Illuminaton in der Karls- und Bärenhöhle durchgeführt. Dabei wurden entlang des Führungswegs zusätzliche Scheinwerfer angebracht mit denen die Höhle bunt ausgeleuchtet wurde. Ergänzend wurden verschiedene Skulpturen aufgestellt und die Hallen durch mobile Lautsprecher beschallt. Um den normalen Schauhöhlenbetrieb aufrechtzuerhalten, wurde diese Sonderbeleuchtung nur abends in Betrieb genommen. Auch in den Jahren 2016, 2017, 2018 und 2020 wurde die Höhle illuminiert.

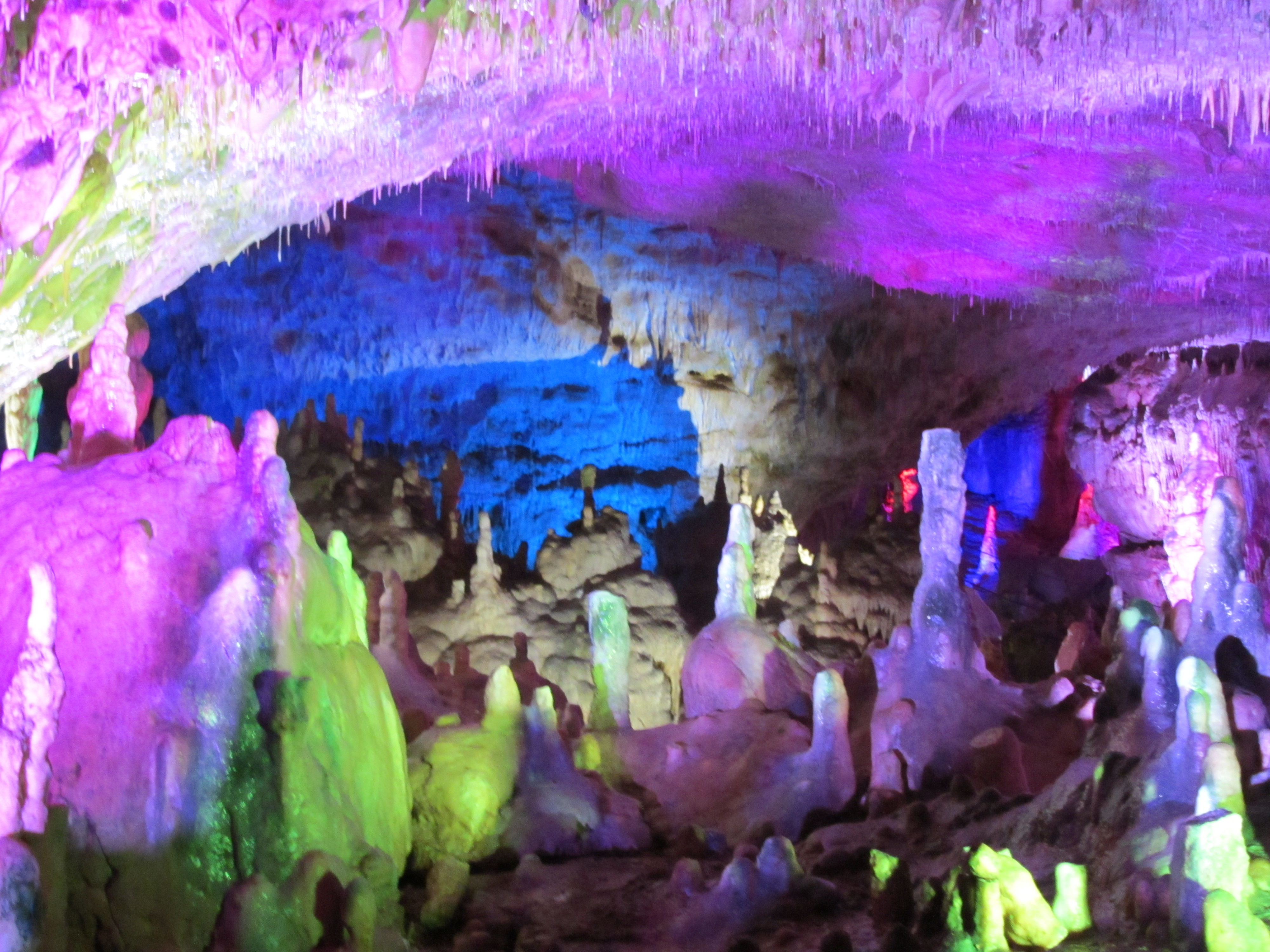
Große Halle während der Illumination
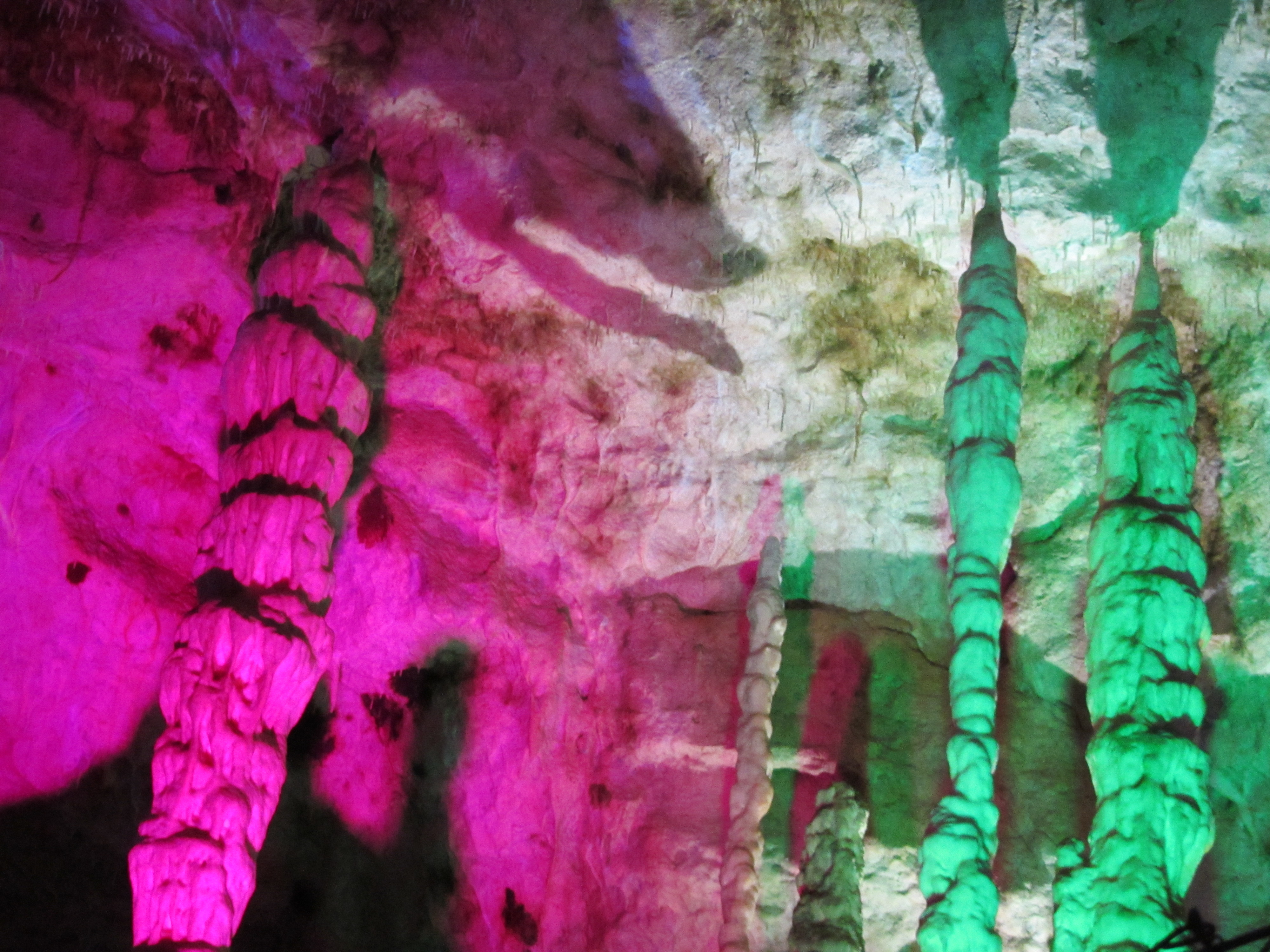
Bunt beleuchtete Säulen

## Eindrücke

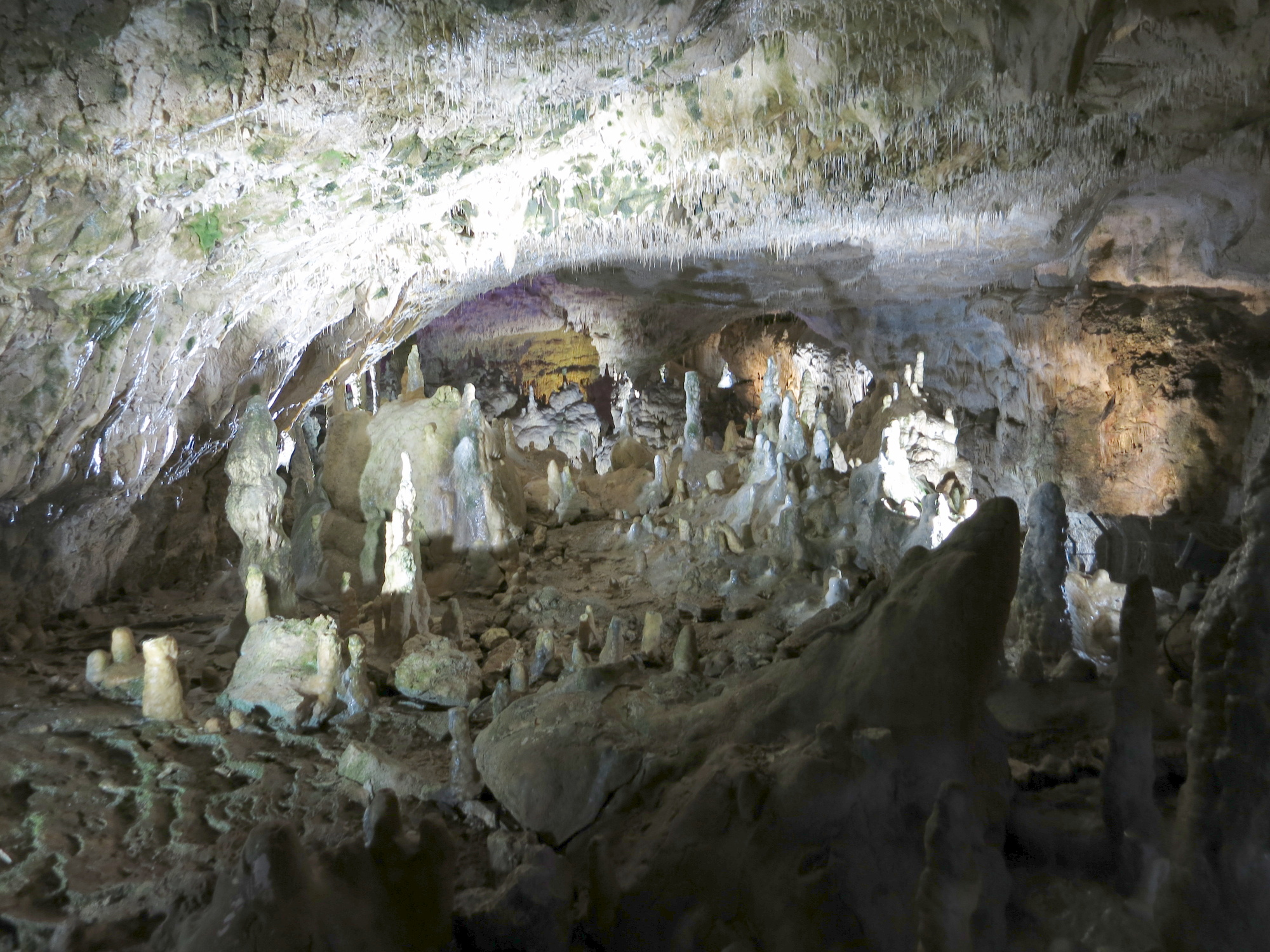
In der Höhle
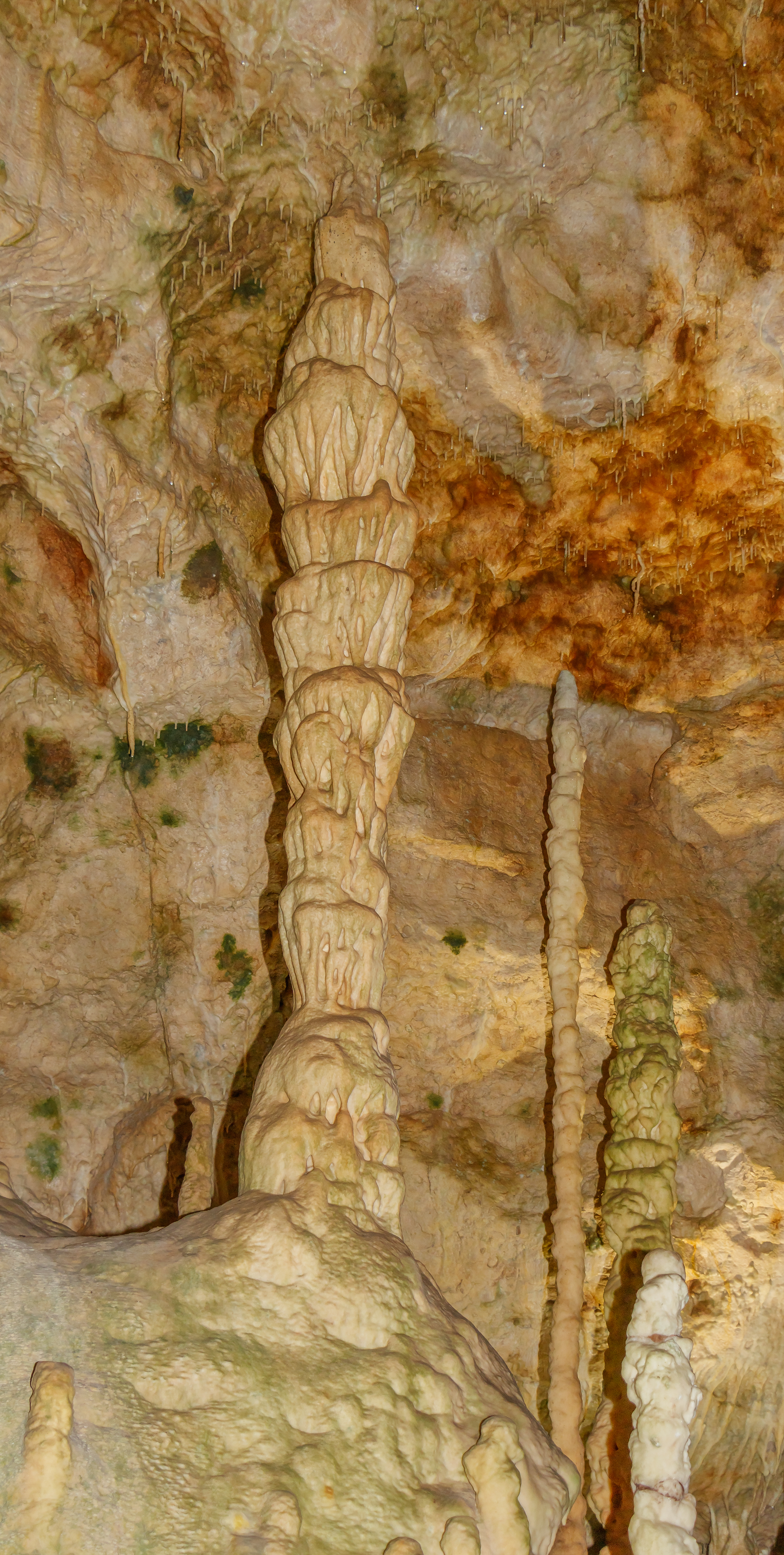
Stalagnat und Stalagmiten
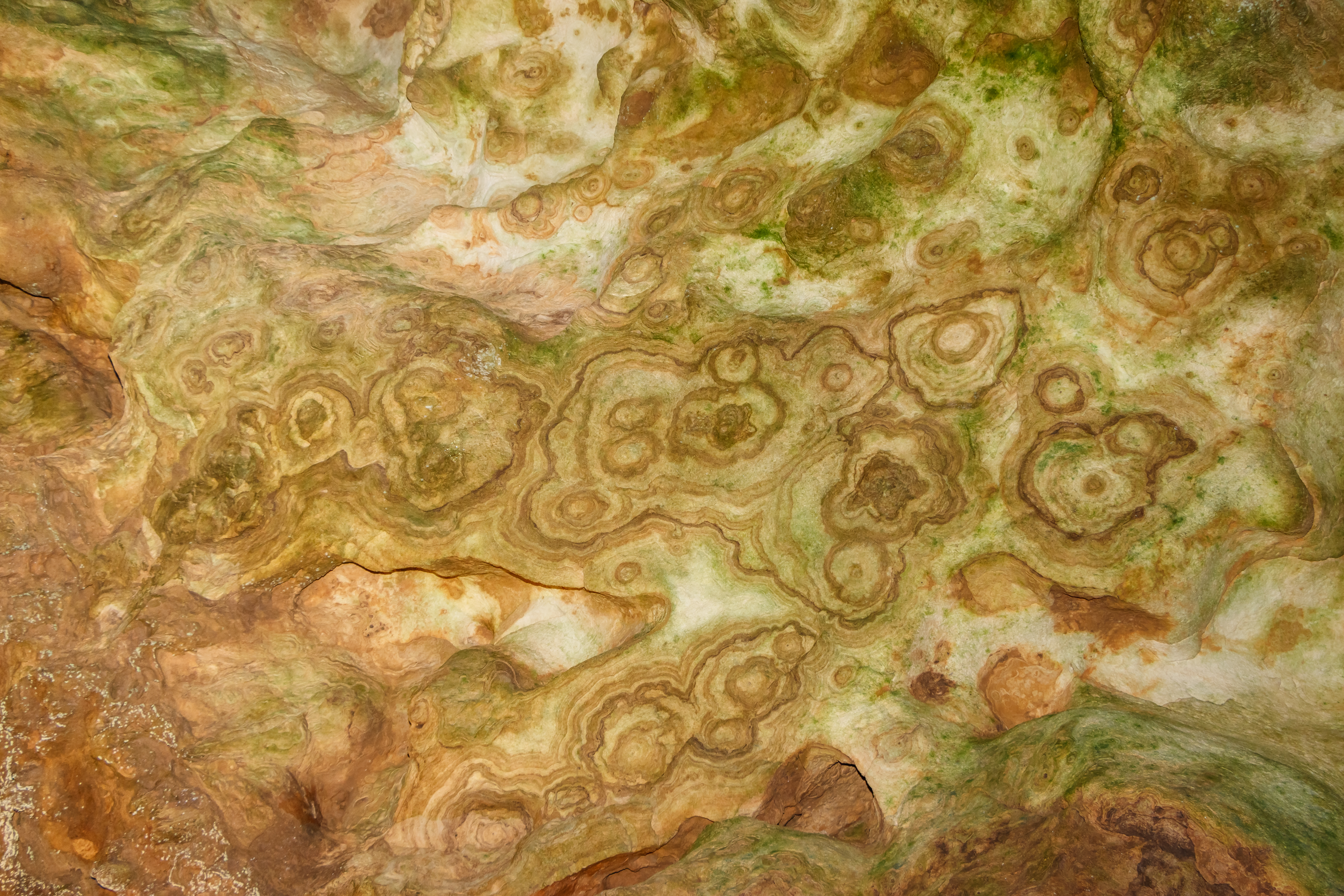
Durch Erosion abgeschliffene Stalaktiten, deren Querschnitt zeigend
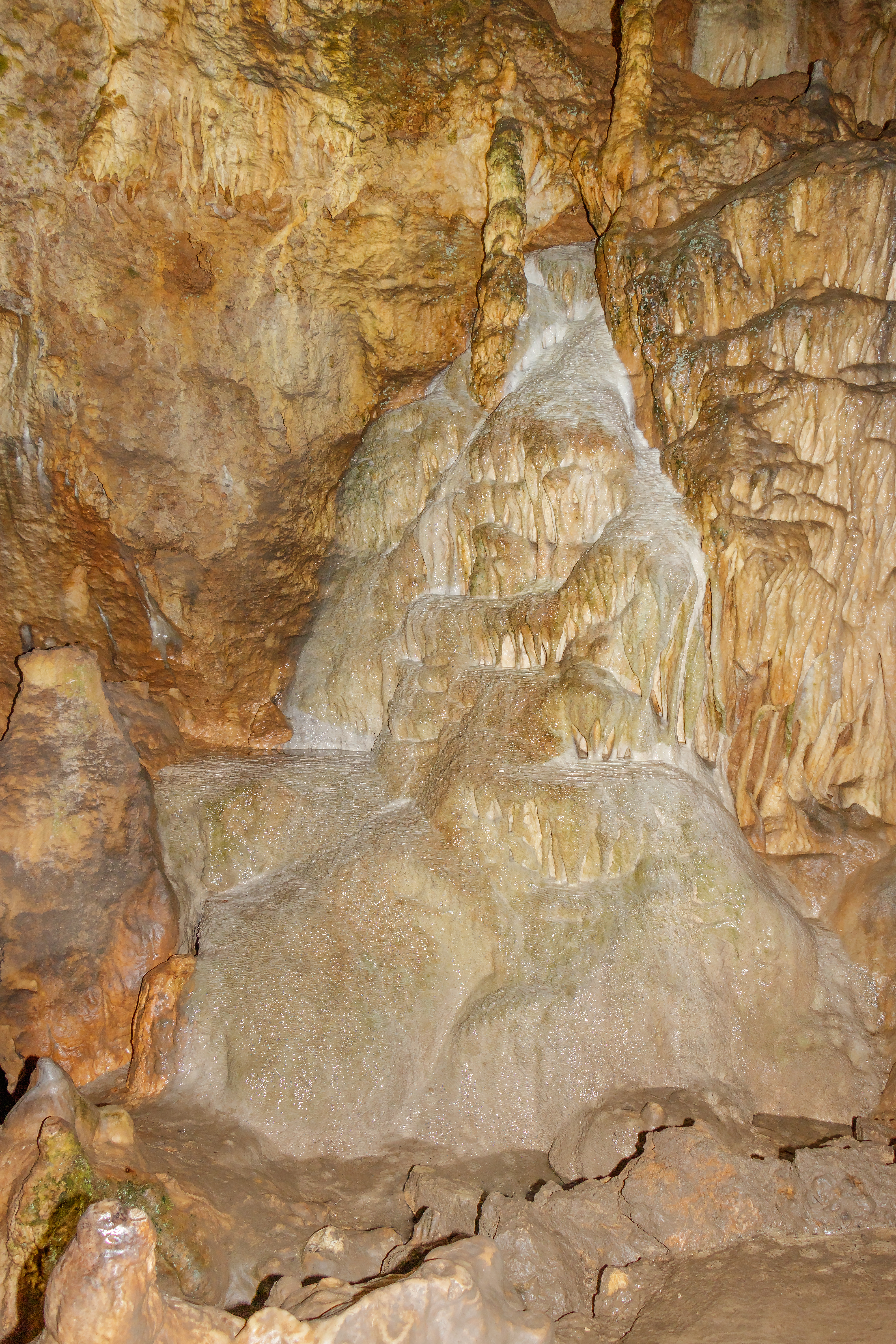
Kalksinter
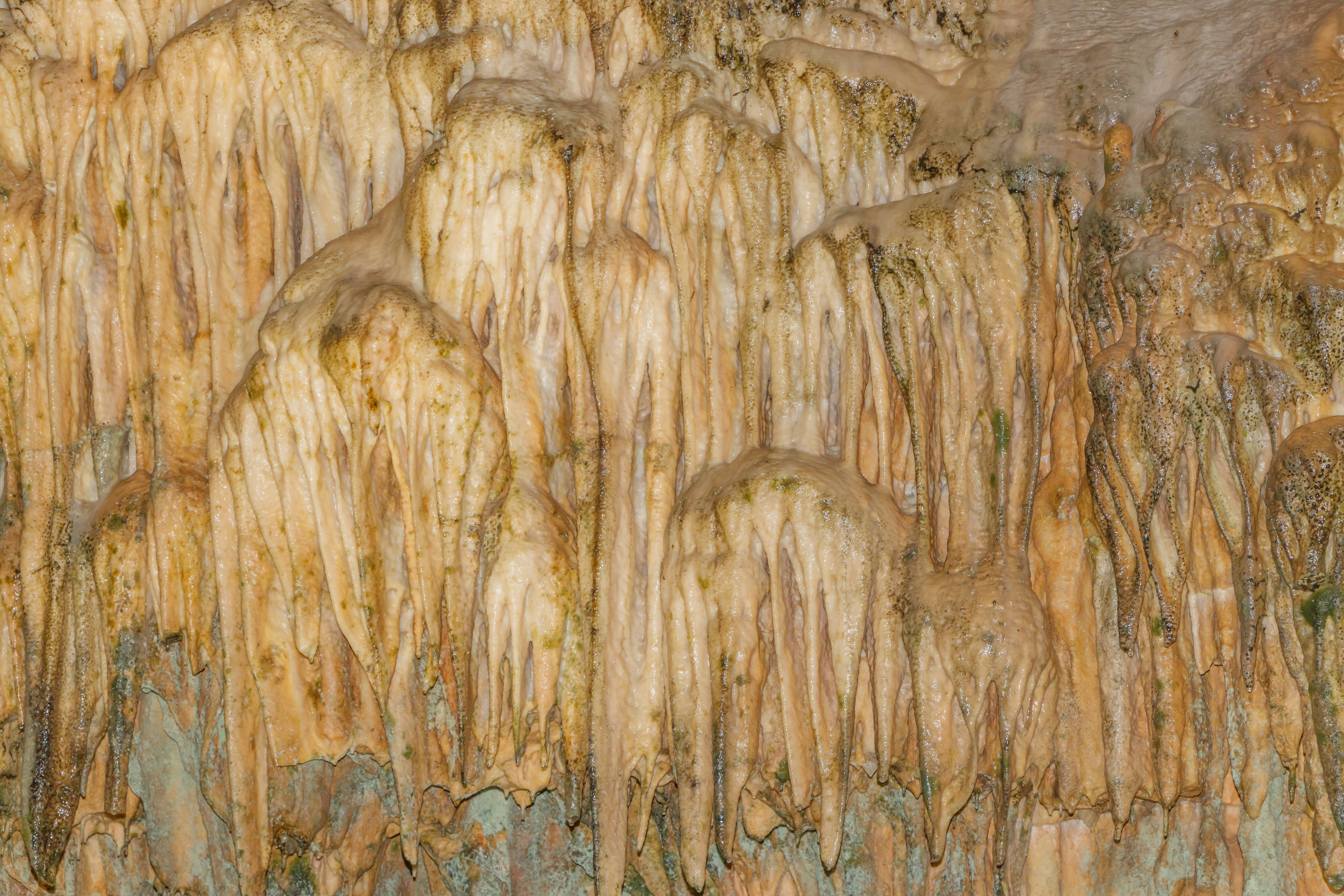
Kalksinter
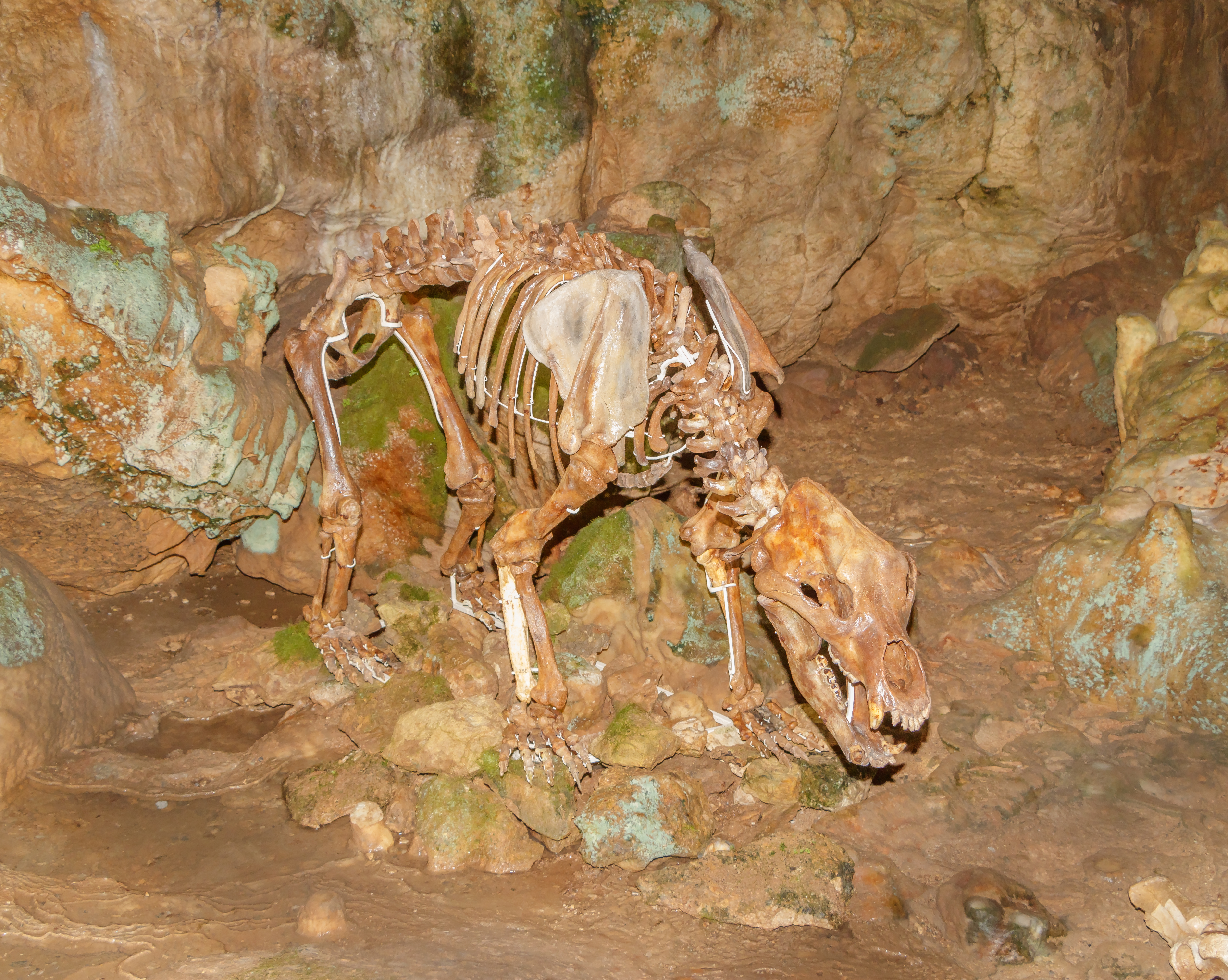
Skelett eines Höhlenbären (Ursus spelaeus)
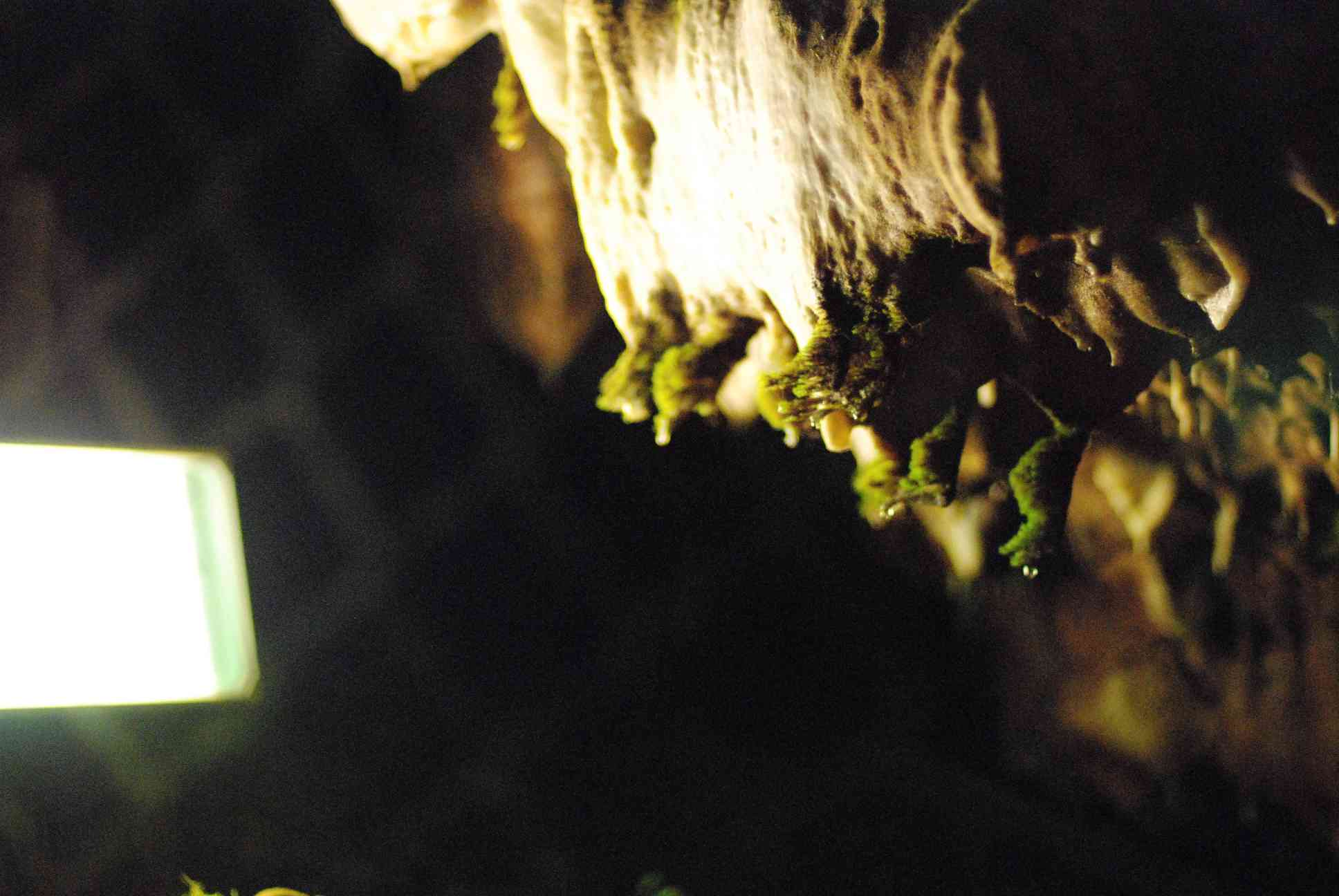
Mooswachstum unter künstlicher Beleuchtung